# Longjiang Hu
Longjiang Hu (kinesiska: 龙江湖) är en sjö i Kina. Den ligger i provinsen Heilongjiang, i den nordöstra delen av landet, omkring 290 kilometer nordväst om provinshuvudstaden Harbin. Longjiang Hu ligger 142 meter över havet. Arean är 13,5 kvadratkilometer. Trakten runt Longjiang Hu består i huvudsak av gräsmarker. Den sträcker sig 5,5 kilometer i nord-sydlig riktning, och 4,2 kilometer i öst-västlig riktning.
Genomsnittlig årsnederbörd är 664 millimeter. Den regnigaste månaden är juli, med i genomsnitt 232 mm nederbörd, och den torraste är januari, med 6 mm nederbörd.